# Harouna Lago
Pour les articles homonymes, voir Lago.
Harouna Lago est un boxeur nigérien né en 1946.

## Carrière
Harouna Lago obtient la médaille d'or dans la catégorie des poids coqs aux championnats d'Afrique de Lusaka en 1968. Aux Jeux olympiques d'été de 1968 à Mexico, il est éliminé au premier tour dans la catégorie des poids plumes par le Soviétique Boris Kuznetsov.